# МЭЛ
АО «Московское Электрооборудование и Лифты» (МЭЛ) — крупное предприятие Москвы, специализирующееся на производстве лифтов и лифтового оборудования, высоковольтного и низковольтного электрооборудования. Штаб-квартира расположена в г. Москве.

## История

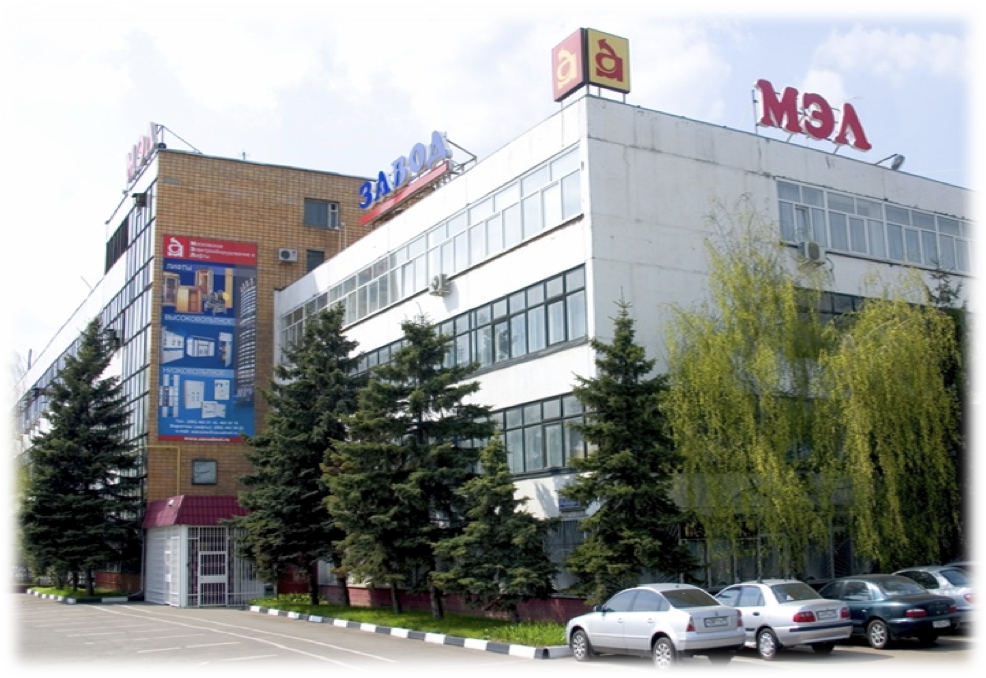
Предприятие МЭЛ, 2-й Иртышский пр., 11

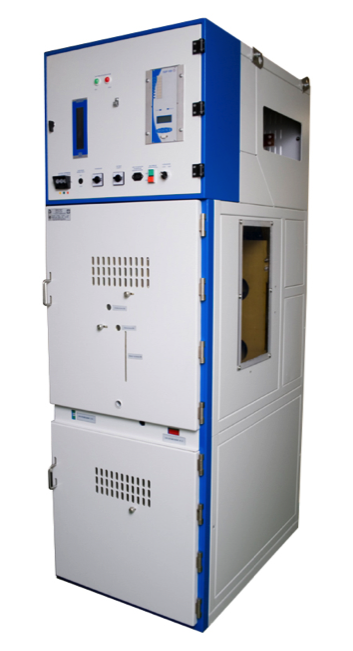
КРУ-2008Н производства МЭЛ

Созданный в 1953 году завод «МЭЛ» по настоящее время остается  одним из крупнейших электротехнических предприятий Москвы, в специализацию которого входит производство лифтового оборудования и лифтов, электрощитового оборудования (низко- и высоковольтного), трансформаторных подстанций.
В 1953—1956 годы завод выпускал электротехнические изделия и заготовки.
С 1965 года завод осваивает и своими силами производит серийный выпуск низковольтных и высоковольтных комплектных устройств, электроустановочных и электромонтажных изделий.
В 1975 году было освоено изготовление лифтового оборудования, выпуск лифтовых станций на релейной базе. На смену релейных станций разработаны и поставлены на серийное производство станции управления лифтами на микропроцессорной технике. Коллектив завода принимал активное участие в изготовлении электротехнических изделий на объекты: МГУ имени М.В. Ломоносова, Россия, Националь, Олимпийская деревня, застройки «Черемушки», реконструкция Кремля, Малого театра, МХАТа, Большого театра, театра на Таганке, Дома Правительства.
В 2003 году начато производство лифтов с машинным помещением, отвечающих требованиям градостроительных программ.
В 2017 году начата разработка модельного ряда лифтов без машинного помещения, проведено Комплексное оснащение завода сверхточными станками, а также осуществлялась поставка лифтового оборудования по программе застройки Москвы и Московской области.
В декабре 2017 года завод "МЭЛ" получил второе дыхание и вступил в группу компаний "ПИК". Название завода и его логотип не менялись.
В 2018 разработан, испытан и запущен модельный ряд лифтов без машинного помещения. Получен сертификат соответствия на лифты без машинного помещения грузоподъёмностью до 1600 кг со скоростью до 2 м/с. Число произведенных лифтов увеличилось в два раза — до 500 единиц.
В 2019 АО "МЭЛ" начинает комплексный ребрендинг предприятия. Модернизирован дизайн лифтов в соответствии с современными требованиями к комфорту и эстетичности. Начало производства лифтов сегмента «Бизнес-класс» и лифтов со скоростью 2 м/с. Увеличение производственных мощностей до 1000 лифтов в год. Участие в выставке Russian Elevator Week.
В 2021 году получен сертификат и начато производство лифтов со скоростью 2,5 м/с.
Все изделия и лифтовое оборудование завода используются как в новых, так и в проходящих процесс реконструкции объектах (промышленных, жилищных, административных), либо при индивидуальном строительстве в России (включая столицу).

## Деятельность
Более чем за полвека работы АО «МЭЛ» предоставило оборудование на множество объектов. Оно работает во многих жилых комплексах Москвы, включая Бутово, Павшинскую Пойму, Мичуринский проспект, Куркино, Кожухово, Марьинский парк и т.д. Изделия завода функционируют в московском Храме Христа Спасителя, Третьяковской галерее, на МКАДе, в торговом комплексе «Охотный Ряд», в аэропорту  «Внуково», в ледовом комплексе в Крылатском, на монорельсовой дороге, в гипермаркетах «METRO CASH & CARRY» и пр.

## Продукция
- Лифты и лифтовое оборудование
- Трансформаторные подстанции: БКТП, БКРП, БКРТП, БРП
- Высоковольтное оборудование 6/10 кВ,
- Высоковольтное оборудование 20 Кв
- Низковольтное оборудование:
- НВО – Ящики, Щиты, Щиты этажные, ВРУ, Шкафы, Комплексные решения

## Производственные мощности
Производственный корпус предприятия расположен на востоке Москвы в промышленной зоне, на территории 3,7 га. Занимаемая производственная площадь 34000 м2 На территории предприятия имеется спортивно-оздоровительный комплекс, который включает в себя тренажерный зал, бассейн, сауну, а также столовая и оранжерея, где сотрудники могут отдохнуть в свободное от работы время.
Исполнительным директором определены следующие структурные подразделения предприятия:
Службы директора по новым видам продукции и технологиям (отдел маркетинга, группа приема заказов, отдел сбыта, отдел главного конструктора, отдел главного технолога);
Службы директора по финансам и экономике (финансовый отдел, планово-экономический отдел, отдел охраны труда и заработной платы);
Службы главного инженера (отдел главного механика, отдел главного энергетика, инструментальный цех, центральная заводская лаборатория, отдел техники безопасности, отдел капитального строительства);
Службы директора по производству (производственно-диспетчерский отдел и основные производственные цеха);
- Цех № 1 — производство типовой и разовой продукции (высоковольтных и низковольтных распределительных устройств);

- Цех № 2 — производство электрощитового оборудования;

- Цех № 3 — производство лестничных и этажных распредустройств;

- Цех № 5 — производство лифтовых станций с применением электронной и микропроцессорной техники и комплекта периферийного электронного оборудования для системы управления лифтом;

- Цех № 6 — производство шкафов автоматики, щитов групповых автоматов и лифтовых релейных станций;

- Цех № 7 – производство высоковольтное оборудование;

- Цех № 8 – производство БКТП;

- Цех № 11 - Сборка КРУ типа RM-6 по уровню "C";

- Службы обеспечения (отдел внешней комплектации, отдел материально-технического снабжения, транспортный цех);

- Службы быта и режима (административно-хозяйственный отдел, столовая, спортивно-оздоровительный комплекс, пекарня, колбасный цех, оранжерея, охрана).

## Дилеры
ООО «Компания Евролифтс», г. Владивосток
ООО «ПРОМСПЕЦСТРОЙ», г. Краснодар
ООО «СМАРТ СИСТЕМЫ», г. Рязань
ООО «Лифт Модерн», г. Тюмень
ООО «Флагман», г. Уфа

## Награды
Коллектив предприятия ОАО «МЭЛ» многократно удостаивался различных наград:
1. Красные знамёна и дипломы ЦК КПСС, Совета министров СССР, ВЦСПС и ВЛКСМ — 7 раз.
2. Юбилейный Почетный знак ЦК КПСС, Президиума Верховного Совета СССР, Совета Министров СССР и ВЦСПС в честь 50-летия образования СССР.
3. Четыре раза завод заносился на Всесоюзную Доску Почета на ВДНХ СССР.
4. Красные знамёна и Дипломы Совета Министров РСФСР, ВЦСПС — 6 раз.
5. В 1980 году завод удостоен звания (с вручением диплома) «Официальный поставщик Игр XXII Олимпиады в Москве».
6. Одним из первых в столице удостоен звания «Образцовое предприятие г. Москва».
7. В 2007 году коллектив ОАО «МЭЛ» награждён Почетной грамотой префекта Восточного административного округа города Москвы «За большой вклад в решение задач строительного комплекса города Москвы и в связи с Днем строителя».
8. В 2008 году Российский Союз Товаропроизводителей присудил коллективу ОАО «МЭЛ» Премию имени А. Н. Косыгина за большие достижения в решении проблем развития экономики России в 2007 году.
9. Правительственными наградами — орденами и медалями — награждены более 50 мэловцев, среди работников ОАО «МЭЛ» лауреат Государственной премии и награждённый орденом Ленина. Сейчас на предприятии трудится около 500 человек, в основном, это люди, отдавшие заводу 20 и более лет.
10. В 2021 году в рамках международной выставки «RUSSIAN ELEVATOR WEEK» завод «МЭЛ» принял участие в конкурсе производителей лифтового оборудования и был удостоен ГРАН-ПРИ в номинации «Современные решения в лифтовой отрасли и сфере подъемно-транспортного оборудования».

## Директора
Владимир Соломонович Щварц (1980-1994),
Виктор Максимович Мамасуев (1994-2017),
Роман Владимирович Штыкин (2017-2019),
Руслан Святославович Родиков (2019-по настоящее время).